# Neckarhäuserhof
Neckarhäuserhof ist ein am südlichen Neckarufer gelegener Ortsteil von Mückenloch im Rhein-Neckar-Kreis im Norden Baden-Württembergs. Seit der Eingemeindung Mückenlochs 1975 gehört er zur Stadt Neckargemünd.

## Geschichte
Der Ort geht höchstwahrscheinlich auf eine Schenkung des Hofes Neckarhausen vom Wormser Bischof Konrad von Steinach an das Zisterzienserkloster Schönau aus dem Jahr 1152 zurück. Damals wurde auf der südlichen Seite des Neckars Weidewirtschaft und Ackerbau betrieben. Außerdem gab es eine kleine Befestigungsanlage („Burgstädel“) über dem Finsterbachtal, deren geringe Reste noch heute zu sehen sind. 1459 ist ein Rechtsstreit zwischen Mückenloch und den Herren von Schönau bekannt, in dem es um die Nutzung der Weiden und die Lagerung von Holz ging.
Von wirtschaftlicher Bedeutung war früher der Abbau des anliegenden Buntsandsteins, der auf dem Wasserweg günstig transportiert werden konnte. Die im 18. Jahrhundert verwendete Bezeichnung Wiswesser Hof bzw. Wiesenwässer Hof stammt höchstwahrscheinlich vom Erbpächter, der die Flächen am südlichen Neckarufer bewirtschaftete. Noch 1798 ist der Ort mit diesem Namen auf Karten verzeichnet.
Im 19. Jahrhundert dehnte sich Neckarhäuserhof, bedingt durch weitere Gewerbeansiedlungen und die Einrichtung einer Fährverbindung zum benachbarten Neckarhausen, weiter aus. Obwohl offiziell zur Gemarkung Mückenloch zählend, orientierte man sich eher nach den benachbarten Neckarorten und ersuchte deshalb zwischen 1889 und 1903 mehrfach um die Bildung einer eigenständigen Gemeinde, jedoch ohne Erfolg. Allerdings besaß Neckarhäuserhof bis 1935 einen eigenen Ortsvorsteher.
1845 wurde die Brauerei Wiswesser gegründet, welche bis zur Übernahme durch die Brauerei Zorn (Palmbräu) in Eppingen 1939 größter Arbeitgeber im Ort war. Weitere Erwerbsmöglichkeiten boten die Land- und Holzwirtschaft, der örtliche Steinbruch sowie der zunehmende Fremdenverkehr. 1936 gab es in Neckarhäuserhof drei Gastwirtschaften bei nur insgesamt 18 Häusern. Auch die Neckarschifffahrt spielte noch bis in die erste Hälfte des 20. Jahrhunderts eine wichtige Rolle. Um 1900 erhielt der Ort eine eigene Schule. Das um 1980 geschlossene Gebäude dient heute als Klubhaus eines Segelsportvereins.
Neckarhäuserhof kam am 1. Januar 1975 als Ortsteil der Gemeinde Mückenloch zu Neckargemünd.

## Verkehr

### Schifffahrt
Wichtigster Verkehrsweg war traditionell der Neckar, der u. a. als Transportmittel für die in der Region gebrochenen Sandsteine diente. 1807 gehörten sämtliche Familienoberhäupter von Neckarhäuserhof der Neckarsteinacher Nachenführerzunft an. Noch 1920 gab es vier selbstständige Schiffer.

### Fähre

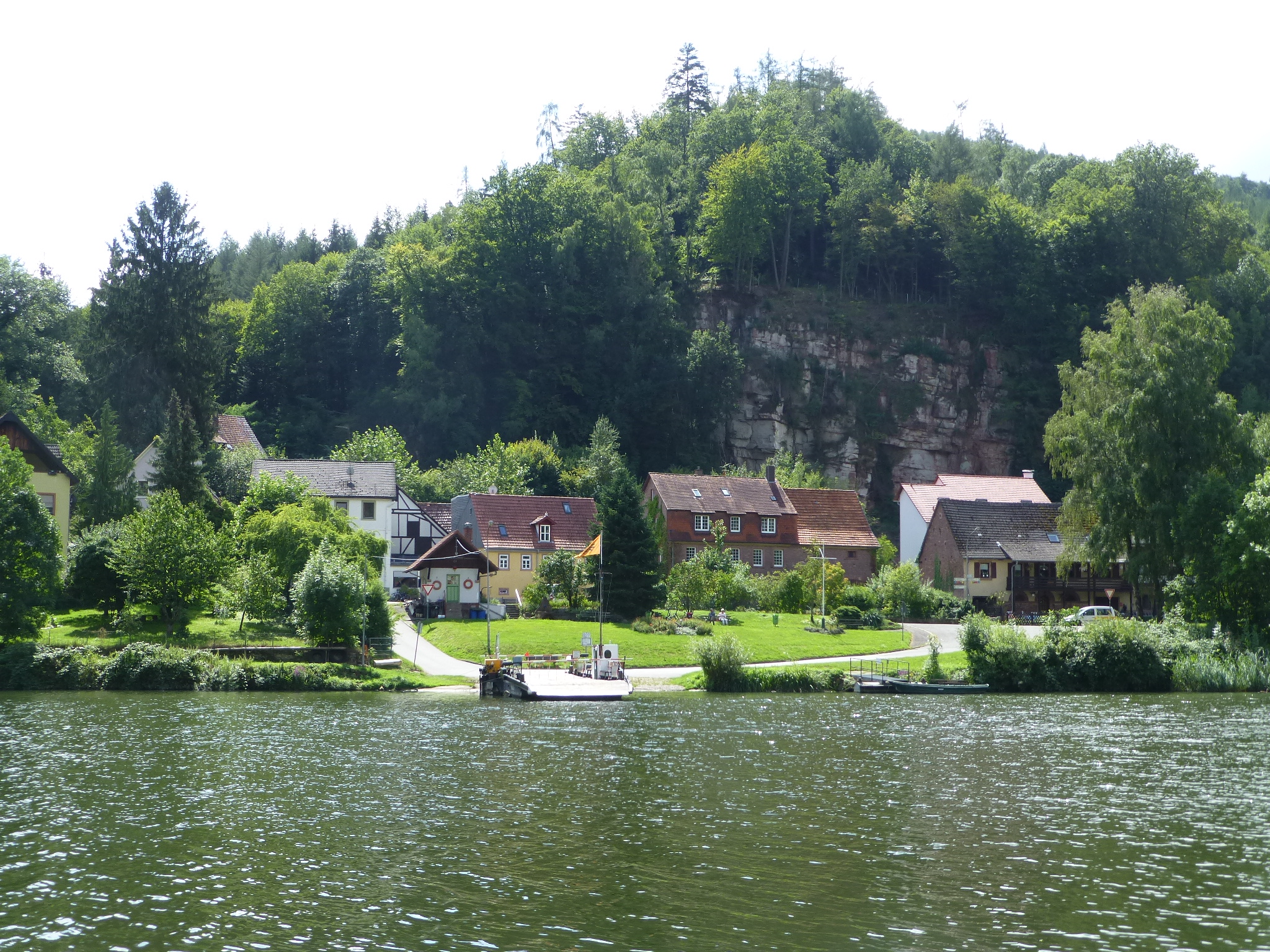
Die Fähre Abfahrtstelle, Neckarhäuserhof

Eine Fähre, auch „Nähe“ (von Nachen) genannt, ist seit 1803 nachweisbar. Mit Genehmigung zum Betrieb einer Wagenfähre durch die Großherzoglich-Hessische Regierung ging eine solche 1812 in Betrieb. Zunächst wurde die Fährverbindung zwischen Neckarhausen und Neckarhäuserhof nur bei Bedarf betrieben, bevor 1837 ein Fährmann eingestellt und ein fester Fahrplan eingeführt wurde. 1853 wurde sie durch eine Drahtseilfähre, 1879 durch eine Gierseilfähre ersetzt. 1952 kündigten die letzten sechs privaten Teilhaber aus Neckarhäuserhof den bestehenden Genossenschaftsvertrag und überließen den Fährbetrieb den Gemeinden Mückenloch und Neckarhausen. Seit 1978 liegt die Trägerschaft beim Landkreis Bergstraße und bei der Stadt Neckargemünd.
Von Bedeutung ist die Fähre als wichtige Verbindung zwischen dem badischen Ufer (Bundesland Baden-Württemberg) und der S-Bahn-Linie auf der hessischen Seite. Als historisches Denkmal ist die Fähre eine der letzten ihrer Art auf dem Neckar.

### Straßenverkehr
Neckarhäuserhof ist über die am Neckarufer entlangführende Kreisstraße K 4102 mit Mückenloch verbunden. Eine weitere Straße führt durch das Finsterbachtal nach Haag. Busverbindung besteht von Mückenloch nach Neckargemünd.